# 染谷将太
染谷 将太（そめたに しょうた、1992年〈平成4年〉9月3日 - ）は、日本の俳優。
東京都江東区出身。日出高等学校卒業。トイズファクトリー所属。妻は女優の菊地凛子。

## 経歴
7歳時に子役として活動を始める。9歳のときに『STACY』で映画初出演。
2009年、映画『パンドラの匣』で長編映画初主演。
2011年、第68回ヴェネツィア国際映画祭に出品された園子温監督作品『ヒミズ』で共演した二階堂ふみとともに、最優秀新人賞にあたるマルチェロ・マストロヤンニ賞を受賞した。日本人の同賞受賞はこれが初である。
2012年、『嘘つきみーくんと壊れたまーちゃん』で、第66回毎日映画コンクールスポニチグランプリ新人賞を受賞。
2013年、『ヒミズ』『悪の教典』で第36回日本アカデミー賞新人俳優賞を受賞。同年9月3日に、エビス大黒舎からトイズファクトリーへの移籍を発表。
2015年、『さよなら歌舞伎町』で、第14回ニューヨーク・アジア映画祭ライジングスター賞を受賞。
2016年、中国の巨匠チェン・カイコー監督による日中合作映画『空海-KU-KAI- 美しき王妃の謎』において主人公・空海を演じる（中国2017年・日本2018年公開）。この作品では全て中国語を話し中国語も習得した。
2020年のNHK大河ドラマ『麒麟がくる』において主人公・明智光秀の主君となる織田信長を演じた。

## 人物
趣味は映画鑑賞、カメラ、プロレス観戦。特技はパントマイム、手品、卓球。趣味のカメラでは主にフィルムカメラのナチュラクラシカを使用している。プロレスは大日本プロレスのファンで、好きなプロレスラーは葛西純であり、雑誌『KAMINOGE』vol.45で、染谷にとって念願の葛西との対談を果たしている。
好きな俳優はフィリップ・シーモア・ホフマン。
長谷川和彦監督の1976年映画『青春の殺人者』を「特別な一本」として挙げている。
高校時代から自主映画制作を行っており、自身が主演した『嘘つきみーくんと壊れたまーちゃん』のスピンオフムービー『episode.0.38あの子とパーマ』の監督を務めた。その後、「死ぬ前に一回はフィルムで映画を撮りたい」という熱意から、同作品の監督である瀬田なつきと共同脚本で自主制作の短編映画『シミラー バッド ディファレント』を手掛け、2013年12月20日にオーディオトリウム渋谷で一夜限りの上映を行った。映画監督に転身するつもりは一切ないが、こういった作品作りは続けていきたいと語っている。足立梨花は、高校時代の同級生である。
2015年1月1日に菊地凛子との結婚を発表。2016年10月8日に、菊地との間に第1子が誕生したと発表した（子供の性別は非公表）。2019年3月31日、菊地の第2子出産を自らの公式サイトで発表。

## 出演
※役名の太字表記は主演。

### 映画
- STACY（2001年8月18日、ギャガ）
- ピンポン（2002年7月20日、アスミック・エース）
- 蛇イチゴ（2003年9月6日、ザナドゥー） - マスダ 役
- 地獄小僧（2004年10月2日、パル企画） - 円間大雄（子供時代） 役
- デビルマン（2004年10月9日、東映） - ススム 役
- あおげば尊し（2006年1月21日、テンプリント / スローラーナー）
- DEATH FILE（2006年）[注 2]
  - DEATH FILE2（2006年）
- 14歳（2007年5月19日、ぴあ） - 雨宮大樹 役
- 泪壺（2008年3月1日、ArtPort） - 雄介（少年時代） 役
- たんぽぽ（2008年4月7日、桃まつり） - 主演・孝 役
- フレフレ少女（2008年10月11日、松竹） - 田村晃 役
- 一周忌物語（2009年9月26日、東風） - 白河良太 役
- パンドラの匣（2009年10月10日、東京テアトル） - 主演・ひばり 役
- ノラ（2009年） - 主演・葛西幸雄 役[注 3]
- 迷い家（2010年3月13日 - 17日、桃まつり） - 主演・壮太 役[注 4]
- ユリ子のアロマ（2010年5月8日、ゼアリズエンタープライズ） - 土井徹也 役
- 憐れみムマシカ（2010年7月31日、ジェリーフィッシュフィルム） - たーくん 役
- 東京島（2010年8月28日、ギャガ） - マンタ 役
- 嘘つきみーくんと壊れたまーちゃん（2011年1月22日、角川映画） - 主演・みーくん 役（大政絢とW主演）
- あぜ道のダンディ（2011年6月18日、ビターズ・エンド） - 耕太 役
- 東京公園（2011年6月18日、ショウゲート） - 高井ヒロ 役
- アントキノイノチ（2011年11月19日、松竹） - 山木信夫 役
- ヒミズ（2012年1月14日、ギャガ） - 主演・住田祐一 役（二階堂ふみとW主演）
- ALWAYS 三丁目の夕日'64（2012年1月21日、東宝） - 鈴木オート従業員・ケンジ 役
- 劇場版 テンペスト3D（2012年1月28日、角川映画） - 尚泰王 役
- 生きてるものはいないのか（2012年2月18日、ファントム・フィルム） - 主演・ケイスケ 役
- 核の傷 肥田舜太郎医師と内部被曝（2012年4月7日、UPLINK） - 日本版ナレーション
- 貞子3D（2012年5月12日、角川映画） - 榎木俊介 役
- 天地明察（2012年9月15日、角川映画 / 松竹） - 徳川家綱 役
- 恋に至る病（2012年10月13日、マジックアワー） - マル 役
- 5windows（2012年10月27日、boid） - トモオ 役[注 5]
- 悪の教典（2012年11月10日、東宝） - 早水圭介 役
- ストロベリーナイト（2013年1月26日、東宝） - 柳井健斗 役
- 脳男（2013年2月9日、東宝） - 志村昭文 役
- インターミッション（2013年2月23日、オブスキュラ・東北新社） - 主演・ショウタ 役（秋吉久美子とW主演）
- すーちゃん まいちゃん さわ子さん（2013年3月2日、スールキートス） - 千葉恒輔 役
- 千年の愉楽（2013年3月9日、若松プロダクション / スコーレ） - 中本達男 役
- ただいま、ジャクリーン（2013年3月9日、映画美学校） - 主演・悟 役[注 6]
- めめめのくらげ（2013年4月26日、ギャガ） - 四人衆・白虎 役
- リアル〜完全なる首長竜の日〜（2013年6月1日、東宝） - 高木真悟 役
- リカとルカ（2013年） - 旅人 役
- 清須会議（2013年11月9日、東宝） - 森蘭丸 役
- シミラー バット ディファレント（2013年12月20日） - 監督・脚本・出演[注 7][26]
- 永遠の0（2013年12月21日、東宝） - 大石賢一郎 役
- 不気味なものの肌に触れる（2014年3月1日、fictive） - 主演・千尋 役[27][注 8]
- 白ゆき姫殺人事件（2014年3月29日、松竹） - 長谷川 役
- WOOD JOB! 〜神去なあなあ日常〜（2014年5月10日、東宝） - 主演・平野勇気 役[30][31]
- 正しく忘れる（2014年5月24日、TOブックス） - 竹下幸雄 役
- ドライブイン蒲生（2014年8月2日、コピアポア・フィルム） - 主演・蒲生俊也 役（黒川芽以とW主演）[32]
- TOKYO TRIBE（2014年8月30日、日活） - MC SHOW 役[33]
- ぶどうのなみだ（2014年10月11日、アスミック・エース） - ロク 役[34][35]
- 神さまの言うとおり（2014年11月15日、東宝） - サタケ 役[36]
- 寄生獣（2014年11月29日、東宝） - 主演・泉新一 役[37][38]
  - 完結編（2015年4月25日）
- さよなら歌舞伎町（2015年1月24日、東京テアトル） - 主演・高橋徹 役（前田敦子とW主演）[39]
- ソレダケ / that’s it（2015年5月27日、ライブ・ビューイング・ジャパン） - 主演・大黒砂真男 役[40]
- ストレイヤーズ・クロニクル（2015年6月27日、ワーナー・ブラザース映画） - 学 役[41]
- 映画 みんな!エスパーだよ!（2015年9月4日、ギャガ） - 主演・鴨川嘉郎 役
- バクマン。（2015年10月3日、東宝） - 新妻エイジ 役[42]
- 先生と迷い猫（2015年10月10日、クロックワークス） - 小鹿祥吾 役
- ディアーディアー（2015年10月24日、オフィス桐生） - タカシ 役
- 俳優 亀岡拓次（2016年1月30日、日活） - 横田 役[43]
- 聖の青春（2016年11月19日、KADOKAWA） - 江川貢 役 [44]
- 海賊とよばれた男（2016年12月10日、東宝） - 長谷部喜雄 役[45]
- LIVE FOR TODAY-天龍源一郎-(2017年2月4日、川野浩司監督）[46][47] - ナレーション
- PARKS パークス（2017年4月22日、boid） - 小田倉トキオ 役
- 3月のライオン（2017年3月18日・4月22日、東宝 / アスミック・エース） - 二海堂晴信 役[48]
- ポンチョに夜明けの風はらませて（2017年10月28日、ショウゲート） - 中田 役[49]
- 空海-KU-KAI- 美しき王妃の謎 （2018年2月24日、新麗伝媒・KADOKAWA・英皇電影） - 主演・空海 役[50]
- パンク侍、斬られて候（2018年6月30日、東映） - 幕暮孫兵衛 役
- きみの鳥はうたえる（2018年9月1日、コピアポア・フィルム） - 静雄 役[51]
- 泣き虫しょったんの奇跡（2018年9月7日、東京テアトル） -　村田康平 役[52]
- サムライマラソン（2019年2月22日、ギャガ）- 上杉広之進 役
- パラレルワールド・ラブストーリー（2019年5月31日、松竹） - 三輪智彦 役
- 旅のおわり世界のはじまり（2019年6月14日、東京テアトル） - 吉岡 役[53]
- 最初の晩餐（2019年11月1日）- 主演・東麟太郎 役[54]
- シライサン（2020年1月10日、松竹） - 渡辺秀明 役[55]
- 聖☆おにいさん 第III紀 (2020年24日、S・D・P) - ブッダ役
- 初恋（2020年2月28日、東映） - 加瀬 役[56]
- 滑走路（2020年11月20日、角川映画）[57] - 明智 役
- ECTO（2020年、boid／VOICE OF GHOST） - 主演・エクト 役
- 唐人街探偵 東京MISSION 唐人街探案3（2021年2月12日、万达影视传媒、上海骋亚影视文化传媒） - 村田昭 役
- 大怪獣のあとしまつ（2022年2月4日、東映 / 松竹） - 武庫川 電気 役
- ほつれる（2023年9月8日、ビターズ・エンド） -  木村 役[58]
- 怪物の木こり（2023年12月1日、ワーナー・ブラザース映画） - 杉谷九郎 役[59]
- 陰陽師0（2024年4月19日、ワーナー・ブラザース映画） - 源博雅 役[60]
- 違国日記（2024年6月7日、東京テアトル / ショウゲート） - 塔野和成 役[61][62]
- あのコはだぁれ?（2024年7月19日、松竹） - 七尾悠馬 役[63][64]
- あの人が消えた（2024年9月20日、TOHO NEXT） - 島崎健吾 役[65][66]
- 若き見知らぬ者たち（2024年10月11日、クロックワークス） - 大和 役[67][68]
- 劇場版ドクターX FINAL（2024年12月6日、東宝） - 神津比呂人 / 神津多可人 役[69]
- はたらく細胞（2024年12月13日、ワーナー・ブラザース映画） - ヘルパーT細胞 役[70]
- 聖☆おにいさん THE MOVIE〜ホーリーメン VS 悪魔軍団〜（2024年12月20日、東宝） - 主演・ブッダ 役（松山ケンイチとW主演）[71]
- BAUS 映画から船出した映画館（2025年3月21日、boid / コピアポア・フィルム） - 主演・サネオ 役[72]
- 風のマジム（2025年9月12日公開予定、コギトワークス / S・D・P） - 後藤田吾郎 役[73]
- ベートーヴェン捏造（2025年9月12日公開予定、松竹） - アレクサンダー・ウィーロック・セイヤー 役[74]
- 爆弾（2025年10月31日公開予定、ワーナー・ブラザース映画） - 等々力 役[75]

### テレビドラマ
- かまいたちの夜（2002年7月8日、TBS） - 日高俊夫（小学生時代） 役
- 相棒 season1 第5話「目撃者」（2002年11月6日、テレビ朝日） - 手塚守 役
- 大河ドラマ（NHK総合）
  - 武蔵 第13回（2003年4月1日）
  - 龍馬伝 第14回・第15回（2010年4月4日・11日） - 山内豊範 役
  - 江〜姫たちの戦国〜 第2回 - 第6回（2011年1月16日 - 2月13日） - 森坊丸 役
  - 麒麟がくる 第7回 - 最終回（2020年3月1日 - 2021年2月7日） - 織田信長 役[76]
  - べらぼう〜蔦重栄華乃夢噺〜 第18回 -（2025年5月11日 - ） - 捨吉[77] → 喜多川歌麿 役[78]
- 高原へいらっしゃい 第1話・第5話・最終話（2003年7月3日・31日・9月4日、TBS） - 面川大 役
- 女と愛とミステリー 密会の宿（2003年7月30日、テレビ東京） - 大坂秀一 役
- 仮面ライダー555 第37話（2003年10月12日、テレビ朝日）
- 暴れん坊将軍 春のスペシャル（2004年3月29日、テレビ朝日） - 倫太郎 役
- おみやさん 第3シリーズ 第5話（2004年7月22日、テレビ朝日） - 藤堂威 役
- 土曜ワイド劇場 ハラハラ刑事〜危険な二人の犯罪捜査〜1（2004年9月18日、テレビ朝日） - 原島俊一郎（少年期） 役
- Mの悲劇 第1話・第9話（2005年1月16日・3月13日、TBS） - 安藤衛（幼少期） 役
- 月曜ミステリー劇場 パートタイム裁判官（2005年1月31日、TBS） - 野瀬明雄 役
- 柳生十兵衛七番勝負 第1回（2005年4月1日、NHK総合） - 徳川家光（少年期） 役
- 女王蜂（2006年1月6日、フジテレビ） - 大道寺文彦 役
- シロサギは静かに笑う（2006年6月13日、日本テレビ） - 志村雅之 役
- 女と愛とミステリー 私はやってない!痴漢えん罪殺人連鎖（2006年6月19日、テレビ東京） - 和久井太一 役
- 生徒諸君!（2007年4月20日 - 6月22日、朝日放送 / テレビ朝日） - 玉井吉尚 役
- ドリーム☆アゲイン 第7話・第8話（2007年11月24日・12月1日、日本テレビ） - 乾多希 役
- バッテリー（2008年4月3日 - 6月12日、NHK総合） - 展西詠司 役
- ホカベン 第5話・第6話（2008年5月14日・21日、日本テレビ） - 折本幸広 役
- 刺客請負人 第2シリーズ 第2話（2008年7月25日、テレビ東京） - 清吉 役
- 愛讐のロメラ（2008年9月29日 - 12月26日、東海テレビ） - 加賀見恭介（少年期） 役
- 恋して悪魔〜ヴァンパイア☆ボーイ〜（2009年7月7日 - 9月8日、関西テレビ） - 織田信輝 役
- 坂の上の雲 第1部 第1回・第3回（2009年11月29日・12月13日、NHK総合） - 秋山好古（青年期） 役
- 卒うた 第1夜 「Best Friend」（2010年3月1日、フジテレビ） - 加藤正信 役
- シューシャインボーイ（2010年3月24日、テレビ東京） - 塚田直人 役
- ブカツ道 第3話（2010年4月11日、WOWOW） - 貧乏剛 役
- アザミ嬢のララバイ 第4話（2010年5月12日、毎日放送）
- ヤンキー君とメガネちゃん 第4話・最終話（2010年5月14日・6月25日、TBS） - 香川樹 役
- 熱海の捜査官（2010年7月30日 - 9月17日、テレビ朝日） - 味澤宙夫 役
- 10年先も君に恋して（2010年8月31日 - 10月5日、NHK総合） - 小野沢佑太 役
- 塀の中の中学校（2010年10月11日、TBS） - 田中秀一 役
- 心の糸（2010年11月27日、NHK名古屋） - 都築翔太 役[79]
- 七福神!（2011年1月7日、フジテレビ） - 主演・福多禄郎 役
- おみやさん 第8シリーズ 第5話（2011年5月26日、テレビ朝日） - 織部恭一 役
- テンペスト 第7話 - 最終話（2011年8月28日 - 9月18日、NHK BSP） - 尚泰王 役
- O-PARTS〜オーパーツ〜（2012年2月27日 - 28日、フジテレビ） - 蟹江和馬 役
- ブラックボード〜時代と戦った教師たち〜 第2夜（2012年4月6日、TBS） - 朝倉茂樹 役
- 月曜ゴールデン ホームドクター・神村愛〜看取りの事件カルテ〜（2012年4月9日、TBS） - 金子健太 役
- 罪と罰 A Falsified Romance（2012年4月29日 - 6月3日、WOWOW） - 御子柴遥 役
- 月曜ゴールデン 守護神・ボディーガード 進藤輝（TBS） - 山本勇弥 役
  - 1（2012年6月11日）
  - 2（2013年7月22日）
  - 3（2014年6月9日）
- 家族、貸します〜ファミリー・コンプレックス〜（2012年7月27日、日本テレビ） - 戸崎正太 役
- メタロー〜キオクころころ〜（2012年9月6日 - 27日、NHK Eテレ） - 主演・ソウタ 役
- だましゑ歌麿II（2012年9月15日、テレビ朝日） - 蘭陽 役
- ホリック〜xxxHOLiC〜（2013年2月24日 - 4月14日、WOWOW） - 四月一日君尋 役
- ネオ・ウルトラQ 第8話（2013年3月2日、WOWOW） - 浩一 役
- 80年後のKENJI〜宮沢賢治 映像童話集〜 「銀河鉄道の夜」（2013年3月6日、NHK BSP） - カンパネルラ 役
- みんな!エスパーだよ!（2013年4月12日 - 7月5日、テレビ東京） - 主演・鴨川嘉郎 役
  - 番外編〜エスパー、都へ行く〜（2015年4月3日）
- MOZU Season1〜百舌の叫ぶ夜〜 第1話・第5話（2014年4月10日・5月8日、TBS / WOWOW） - 南貴之 役
- 植物男子ベランダー 第11話（2014年9月10日、NHK BSP） - ネオ路上派の青年 役[80]
- 贖罪の奏鳴曲（2015年1月24日 - 2月14日、WOWOW） - 東條幹也 役[81]
- 女性作家ミステリーズ 美しき三つの嘘 第3話「平凡」（2016年1月4日、フジテレビ） - 宮本 役[82]
- 予兆 散歩する侵略者（2017年9月19日 - 10月17日、WOWOW） - 山際辰雄 役
- Eうた♪ココロの大冒険（2019年1月1日、NHK Eテレ） - 北風小僧の寒太郎 役[83]
- 連続テレビ小説 なつぞら（2019年4月1日 - 9月28日、NHK総合） - 神地航也 役[84]
- 時効警察はじめました 最終回（2019年12月6日、テレビ朝日） - 味澤宙夫 役
- 聖☆おにいさん 第III紀（2020年1月11日 - 18日、NHK総合） - 主演・ブッダ 役[85]
- 浦安鉄筋家族 1発目・2発目・3発目・8発目・10発目・11発目（2020年4月11日・18日・25日・8月28日・9月11日・18日 、テレビ東京） - 花丸木 役[86]
- きょうの猫村さん（2020年4月9日 - 9月17日、テレビ東京） - 強 役
- 危険なビーナス（2020年10月11日 - 12月13日、TBS） - 矢神明人 役[87]
- オリバーな犬、 (Gosh!!) このヤロウ（NHK総合） -  マイケル 役
  - シーズン1（2021年9月17日 - 10月1日）[88]
  - シーズン2（2022年9月20日 - 10月4日） [89]
- 土曜ドラマ 17才の帝国（2022年5月7日 - 6月4日、NHK総合）- 鷲田照 役[90]
- 星新一の不思議な不思議な短編ドラマ『薄暗い星で』（2022年5月31日、NHK BS4K・BSP）- 主演[91]
- 特集ドラマ ももさんと7人のパパゲーノ（2022年8月20日、NHK総合）- 雄太 役[92]
- いちげき（2023年1月3日、NHK総合・BS4K） - 丑五郎 役[93][94]
- ブラッシュアップライフ（2023年1月8日 - 3月12日、日本テレビ） - 福田俊介 役[95][96]
- 風間公親-教場0- 第8話 - 第10話・特別編（2023年5月29日 - 6月12日・26日、フジテレビ） - 中込兼児 役[97][98][99]
- CODE-願いの代償-（2023年7月2日 - 9月3日、読売テレビ・日本テレビ） - 椎名一樹 役[100]
- OZU 〜小津安二郎が描いた物語〜 第2話「生れてはみたけれど」（2023年11月19日、WOWOW） - 岩崎 役[101]
- イップス（2024年4月12日 - 6月21日、フジテレビ） - 黒羽慧 役[102]
- 滅相も無い（2024年4月17日 - 6月5日、毎日放送・TBS） - 思い出す菅谷 役[103][104]
- サ道 2024SP 誰しも 何かを胸にととのう（2024年12月21日、テレビ東京）- マサムネ 役[105]

### ドキュメンタリー
- 零戦〜搭乗員たちが見つめた太平洋戦争〜（2013年8月3日・8月10日、NHK BSプレミアム） - 番組ナビゲーター[106]

### webドラマ
- SixDays（2008年8月16日、魔法のiらんどTV） - 辻本流 役
- Sweets Jewel presents Sweet Seventeen Musical（2010年3月1日、Seventeenモバイルサイト / モバゲー） - エイト 役
- モバドラ vol.2 4×4（2010年3月、ユニバーサルミュージック YouTube） - 遼 役[注 9]
- Re：Dream（2012年4月18日 -  全5話、BeeTV） - 主演・蜂谷将一朗 役
- 火花（2016年6月3日、Netflix） - 緒方 役[107]
- CROW'S BLOOD（2016年7月23日[注 10] - 8月27日、Hulu） - 青年 役[108]
- 聖☆おにいさん（2018年、ピッコマTV） - 主演・ブッダ 役
  - 聖☆おにいさん 第II紀（2019年、ピッコマTV）
- サンクチュアリ -聖域-（2023年5月4日、Netflix） - 清水 役[109][110]
- 地面師たち（2024年7月25日 - 、Netflix）[111] - 長井 役
- イクサガミ（2025年11月配信予定、Netflix） - カムイコチャ 役[112]

### ラジオドラマ
- 小さき者へ（2009年12月23日、TBSラジオ）[注 11]
- 特集オーディオドラマ　空の防人（2011年8月13日、NHK-FM）[113]

### その他のテレビ・ラジオ番組
- 第71回NHK紅白歌合戦（2020年12月31日、NHK総合・ラジオ第1） - ゲスト審査員

### 舞台
- 祈りと怪物〜ウィルヴィルの三姉妹〜 蜷川バージョン（2013年1月12日 - 2月17日、シアターコクーン / シアターBRAVA!） - ヤン 役

### 劇場アニメ
- おおかみこどもの雨と雪（2012年7月21日、東宝） - 田辺先生 役[114]
- バケモノの子（2015年7月11日、東宝） - 九太（青年期） 役[115]
- 竜とそばかすの姫（2021年7月15日、東宝） - 千頭慎次郎 役[116]
- すずめの戸締まり（2022年11月11日、東宝）- 岡部稔 役[117]
- ひゃくえむ。（2025年9月19日公開予定、ポニーキャニオン / アスミック・エース） - 主演・小宮 役（松坂桃李とW主演）[118]
- 果てしなきスカーレット（2025年11月21日公開予定、ソニー・ピクチャーズ エンタテインメント） - ギルデンスターン 役[119]

### CM
- ヤマサ醤油 昆布ポンズ
- 積水ハウス
- NTTドコモ
  - 応援学割（2011年2月7日 - ）
  - 2012 New Year Special（2012年1月1日 - ）
  - walk with you（2012年1月 - ）
- カゴメ 野菜生活100（2011年4月 - ）
- サントリー食品インターナショナル プレミアムボス（2014年11月 - ）
- 寄生獣×ぐるなび テレビショッピング研究所 トヨタ自動車 JR東日本 三井不動産レジデンシャルコラボCM（2014年）[120]
- ソフトバンクモバイル 白戸家（2015年1月 - ） - 白戸次郎（17歳） 役[121]
- 日本コカ・コーラ
  - Toreta!（2015年6月 - ）
  - ジョージア（2018年2月5日 - 2019年）
- カプコン「モンスターハンタークロス」（2015年）[122]
- Cygames「Shadowverse」（2016年8月 - )
- BIGLOBEモバイル（2017年9月 - ）[123]
- モンデリーズ・ジャパン オレオ（2020年5月 - 2022年）
  - 「エガオレオ」篇[124]
- ミクシィ モンスターストライク 『地球にはモンストがある。』シリーズ
  - 『ティザー』篇（2021年3月31日 - ）[125] [126]
  - 『呪術廻戦コラボ』篇（2021年5月2日 - ）[127]
  - 『アルバイト』篇（2021年7月5日 - ）[128]
  - 『ダイの大冒険コラボ』篇（2021年7月15日 - ）[129]
  - 『8周年モンパカパーン！』篇（2021年10月4日 - ）[130]
  - 『福引』篇（2021年12月28日 - ）[131]
- プレナス やよい軒（2021年4月5日 - ）[132]
- 日本マクドナルド
  - 『約束のハッピーセット』篇（2023年8月8日 - ）[133]
- 江崎グリコ「GABA」（2023年12月12日 - ）

### ミュージック・ビデオ
- JUJU 「Hello, Again 〜昔からある場所〜」（2010年7月28日）
- BUMP OF CHICKEN 「グッドラック」（2012年1月18日）
- マカロニえんぴつ「悲しみはバスに乗って」（2023年8月16日）[134]
- Vaundy「タイムパラドックス」（2024年2月28日）[135]
- Mrs.GREEN APPLE「ビターバカンス」（2024年11月29日）

### ショートムービー
- Good Luck（2012年） - 主演・宗一郎 役[注 12]
- 相鉄都心直通記念ムービー「100 YEARS TRAIN」（2019年11月28日、相模鉄道）[136][137]

## 受賞歴
2009年度
- 第11回TAMA NEW WAVE ベストキャラクター賞（『ノラ』）

2011年度
- 第3回TAMA映画賞 最優秀新進男優賞（『嘘つきみーくんと壊れたまーちゃん』）
- 第66回毎日映画コンクール スポニチグランプリ新人賞（『嘘つきみーくんと壊れたまーちゃん』）
- 第68回ヴェネツィア国際映画祭 マルチェロ・マストロヤンニ賞（『ヒミズ』）
- 第3回日本シアタースタッフ映画祭 グランシャリオ新人賞（『ヒミズ』）

2012年度
- 第36回日本アカデミー賞 新人俳優賞（『ヒミズ』『悪の教典』）
- 第17回日本インターネット映画大賞 主演男優賞（『ヒミズ』）
- エランドール賞 新人賞

2015年度
- 第14回ニューヨーク・アジア映画祭 ライジングスター賞（『さよなら歌舞伎町』）
- 第39回日本アカデミー賞 優秀助演男優（『バクマン。』）
- 第25回日本映画プロフェッショナル大賞 主演男優賞（『さよなら歌舞伎町』『ソレダケ / that’s it』）

2021年度
- 第24回日刊スポーツ・ドラマグランプリ 助演男優賞（『麒麟がくる』）